# 加勒卡約
加勒卡約（阿拉伯语：‎）是東非國家索馬里的城市，位於該國中部的穆杜格州，海拔高度297米，市內有酒店、餐廳、超級市場、醫院、油站、警察局和機場設施，人口估計約545,000。
目前，加勒卡约实际分裂成两部分，城市靠北的大部分由邦特兰国控制，靠南的一小部分（即南加勒卡约）由加勒穆杜格国控制并作为该国首府。

## 外部連結
- The Majeerteen Sultanates
- Galkacyo（页面存档备份，存于）
- Radio Gaalkacyo official site